# Cantone di Kaysersberg
Il Cantone di Kaysersberg era un cantone francese dell'arrondissement di Ribeauvillé.
A seguito della riforma approvata con decreto del 21 febbraio 2014, che ha avuto attuazione dopo le elezioni dipartimentali del 2015, è stato soppresso.

## Composizione
Comprendeva i comuni di
- Ammerschwihr
- Beblenheim
- Bennwihr
- Ingersheim
- Katzenthal
- Kaysersberg
- Kientzheim
- Mittelwihr
- Niedermorschwihr
- Riquewihr
- Sigolsheim
- Zellenberg